# Name (Goo Goo Dolls)
Name è un singolo del gruppo musicale statunitense Goo Goo Dolls, pubblicato nel 1995 ed estratto dall'album A Boy Named Goo.

## Tracce
- CD

1. Name - 4:30
2. Nothing Can Change You - 3:14
3. I Wanna Destroy You - 2:35